# Жапура (Амазонас)
Вижте пояснителната страница за други значения на Жапура.
Жапура, (на португалски: Japurá) е град — община в северозападната част на бразилския щат Амазонас, на границата с Колумбия. Общината е част от икономико-статистическия микрорегион Жапура, мезорегион Северен Амазонас. Населението на общината към 2010 г. е 7289 души, а територията е 55 791.480 km² (0,13 д./km²).